# Gregorio Jover Cortés
Gregorio Jover Cortés (Teruel, 1891 - México, 1964) foi um carpinteiro anarquista sindicalista, membro do coletivo Los Solidarios, militante da Confederação Nacional do Trabalho e combatente republicano na Guerra Civil Espanhola.
Após cumprir o serviço militar obrigatório filia-se ao sindicato dos carpinteiros e a Confederação Nacional do Trabalho, torna-se membro do comitê da Confederação Regional do Trabalho da Catalunha. 
Durante a ditadura de Primo de Rivera destaca-se pelas muitas ocasiões em que enfrentou os pistoleiros patronais contratados para assassinar trabalhadores, sindicalistas e anarquistas. Por seu papel nesse contexto passa a ser perseguido pelo estado tendo que se exilar na França de onde juntamente com Buenaventura Durruti e Francisco Ascaso, parte para a América Latina.
De volta a França dois anos depois, é detido junto aos seus companheiros em 25 de Junho de 1926. Os três são acusados de preparar um atentado contra o rei da Espanha, Alfonso XIII em visita a Paris. No entanto diante da falta de provas, e graças a uma massiva campanha organizada por anarquistas franceses, são liberados, e expulsos do país onde lhes é negada a residência. Os governos da Bélgica, Alemanha, Suíça e outros países europeus apressaram-se em fazer o mesmo e proibiram a permanência de ambos em seus territórios.
Retorna a Espanha onde vive clandestinamente se incorporando ao grupo de ação direta Los Solidarios. Com o início da Guerra Civil Espanhola em 1936 e com a morte de Francisco Ascaso nos primeiros embates em Barcelona, Jover torna-se o responsável por uma coluna de milicianos com o nome de seu companheiro. Também conhecida como Décima Oitava Divisão, a Coluna Francisco Ascaso é primeiro designada para o fronte de Aragão, sendo deslocada diversas vezes pelo território espanhol.
Ao fim da guerra se exila na França de onde é expulso mais uma vez, se estabelecendo México onde algumas décadas depois vem a falecer.